# Henry Sze

Henry Sze um 1920

Ping Nyoen Henry Sze (* 15. August 1885 in Schanghai, Kaiserreich China; † 10. Februar 1967 in Altenberge, Deutschland) war ein chinesischer Ingenieur mit kurzlebiger Tätigkeit als Schauspieler beim deutschen Film der ersten Jahre nach dem Ersten Weltkrieg.

## Leben und Wirken
Henry Szes Leben lag lange Zeit im Dunkeln. Der Sohn von Tzeching Sze und seiner Frau Chu war einer von zwei chinesischen Darstellern – der andere war der Kleindarsteller Nien Sön Ling, mit dem Sze gemeinsam in Joe Mays Die Herrin der Welt auftrat –, die kurz nach Ende des Ersten Weltkriegs eine Zeitlang im deutschen Stummfilm eine moderate Karriere machten, von den meisten Filmfachblättern jedoch nicht sonderlich beachtet wurden. Sze hatte im heimatlichen Schanghai die Schule besucht und im Jahre 1904 China in Richtung Vereinigte Staaten verlassen. 
An der Universität von Syracuse (New York) nahm er ein Studium der Mechanik und Ingenieurwissenschaft auf und schloss mit einem Ingenieursgrad ab. 1917 kam Henry Sze nach Berlin, wo er für die Ludwig Loewe A.G. als Konstrukteur eingestellt wurde. Im Jahr darauf knüpfte der Chinese seinen ersten Kontakt zur deutschen Filmbranche. Regisseur und Produzent May holte ihn zu sich und gab ihm mit dem kultivierten Chinesen Dr. Kien-Lung in dem monumentalen Achtteiler-Abenteuer Die Herrin der Welt eine der Hauptrollen. Infolgedessen erhielt Sze von anderen Regisseuren weitere Rollen, die ihn jedoch bald als „Exoten vom Dienst“ festlegten. Nach nur wenigen Anschlussfilmen endete seine Filmkarriere. Was er anschließend tat, ist derzeit nicht bekannt.
Henry Sze war ab 1919 mit Erna, geb. Engelhardt, verheiratet.

## Filmografie (komplett)
- 1919/20: Die Herrin der Welt (8 Teile)
- 1920: Die Sonne Asiens
- 1920: Kurfürstendamm
- 1921: Die Trommeln Asiens
- 1921: Die Liebschaften des Hektor Dalmore
- 1924: Zalamort